# Bentley EXP 9 F
Bentley EXP 9 F – koncepcyjny model SUV-a marki Bentley zaprezentowany podczas Międzynarodowego Salonu Samochodowego w Genewie w 2012 roku. Samochód powstał jako zapowiedź pierwszego w historii marki Bentley SUV-a przeznaczonego do seryjnej produkcji.

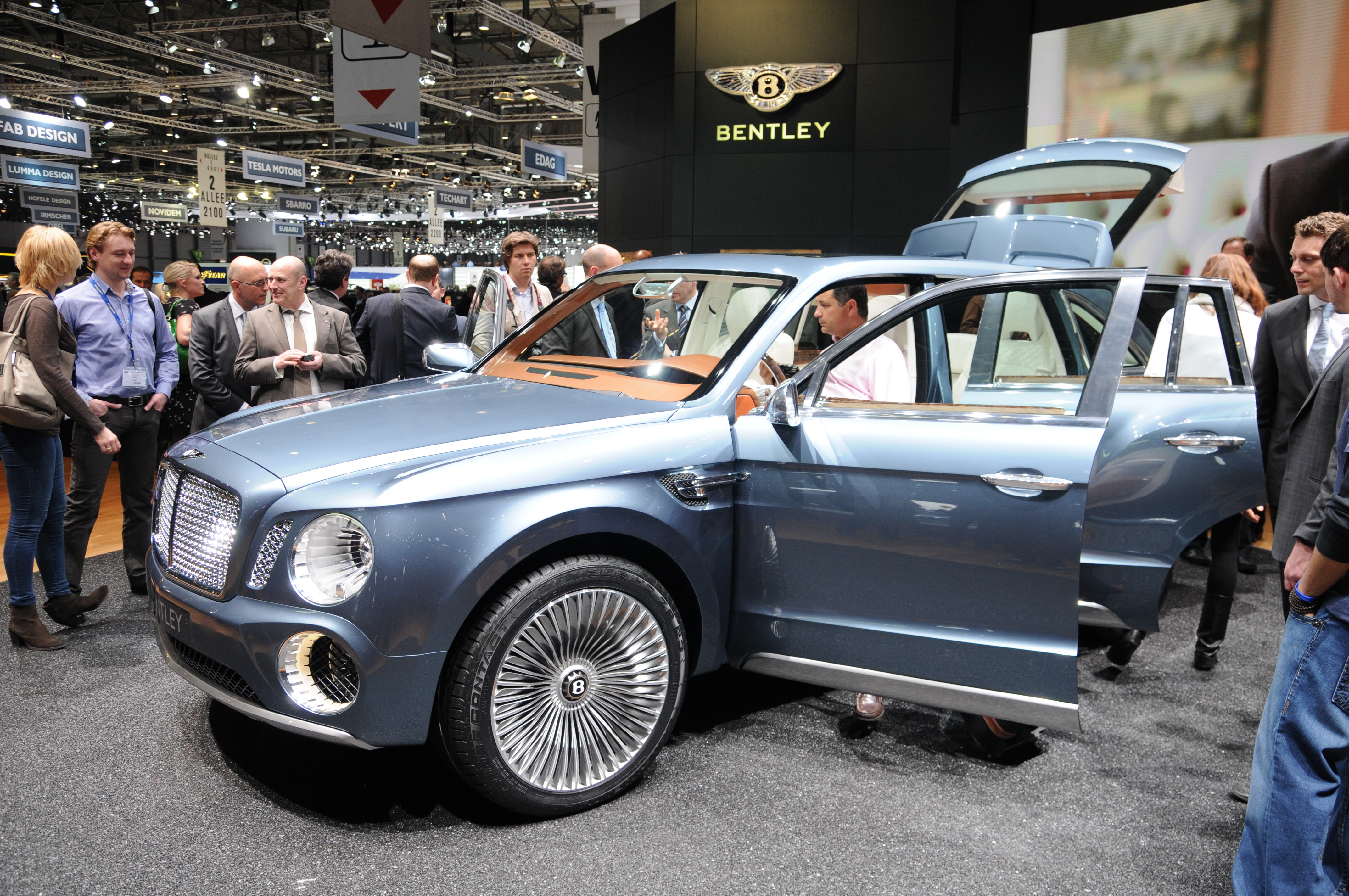
Bok pojazdu

Bentley EXP 9 F ma być produkowany z silnikami benzynowymi: sześciolitrowym W12 współdzielonym z modelem Continental GT oraz czterolitrowym V8 o mocy odpowiednio 600 KM i 500 KM. Pojazd wyposażono w wybór trybu jazdy: komfortowy, sportowy i terenowy.
Samochód został wyposażony w 23-calowe koła z aluminiowymi felgami oraz wykończone skórą i drewnem wnętrze. Wersja seryjna wprowadzona została do produkcji pod koniec 2015 roku pod nazwą Bentayga.